# Медаль «За преобразование Нечерноземья РСФСР»
Медаль «За преобразование Нечерноземья РСФСР» — государственная награда СССР.
Учреждена Указом Президиума Верховного Совета СССР от 30 сентября 1977 года. Частичные изменения в Положение о медали внесены Указом Президиума Верховного Совета СССР от 18 июля 1980 года. 
Автор рисунка медали — художник Лукьянов Юрий Александрович.

## Положение о медали
Медалью «За преобразование Нечерноземья РСФСР» награждаются рабочие, колхозники и служащие за ударный труд по выполнению долговременной программы развития сельского хозяйства Нечернозёмной зоны РСФСР, проработавшие, как правило, не менее трех лет в расположенных в этой зоне совхозах, колхозах, на предприятиях, в организациях и учреждениях, деятельность которых непосредственно связана с преобразованием Нечерноземья.
Награждение медалью «За преобразование Нечерноземья РСФСР» производится от имени Президиума Верховного Совета СССР Президиумом Верховного Совета РСФСР.
Ходатайства о награждении медалью «За преобразование Нечерноземья РСФСР» возбуждаются администрацией предприятий, учреждений, организаций, правлениями колхозов, партийными, профсоюзными и комсомольскими организациями трудовых коллективов и направляются в исполнительный комитет районного, городского Совета народных депутатов.
Исполнительный комитет районного, городского Совета народных депутатов рассматривает поступившие ходатайства и направляет их соответственно в исполнительный комитет областного Совета народных депутатов, Президиум Верховного Совета автономной республики, которые принимают по ходатайствам решение и входят с представлением о награждении медалью в Президиум Верховного Совета РСФСР.
Медаль «За преобразование Нечерноземья РСФСР» носится на левой стороне груди и располагается после медали «За строительство Байкало-Амурской магистрали».

## Описание медали
Медаль «За преобразование Нечерноземья РСФСР» изготовливалась из томпака и имела форму правильного круга диаметром 32 мм.
На лицевой стороне медали изображены трактор К-700 и вспаханное поле. Слева от края поля — животноводческий комплекс, элеватор и опора линий электропередачи, на горизонте — лесная полоса и восходящее солнце. В нижней части медали по окружности размещена надпись «За преобразование Нечерноземья РСФСР», в верхней — изображение пшеничного колоса. Лицевая сторона медали окаймлена бортиком.
На оборотной стороне медали, в центре, расположено изображение серпа и молота с вплетенными пшеничными колосьями, в верхней части — пятиконечная звездочка с расходящимися лучами.
Все надписи и изображения на медали выпуклые.
Медаль при помощи ушка и кольца соединяется с пятиугольной колодкой, покрытой шелковой муаровой лентой шириной 24 мм со светло-зелеными полосами по краям шириной 7 мм и голубой полосой посередине шириной 6 мм. Края ленты окантованы светло-желтыми полосками шириной 2 мм каждая.

## Иллюстрации

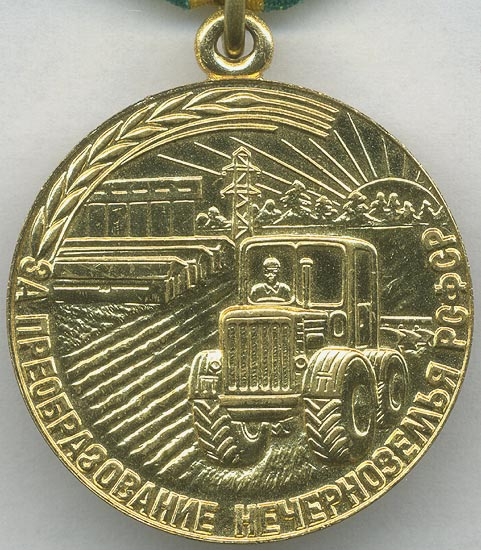
Аверс медали
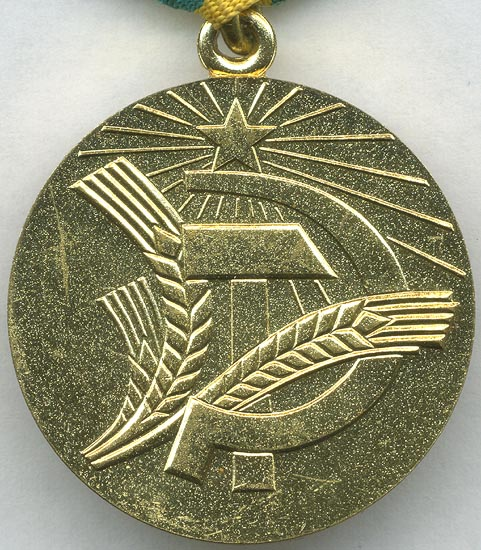
Реверс медали